# Улица Николая Коперника (Москва)

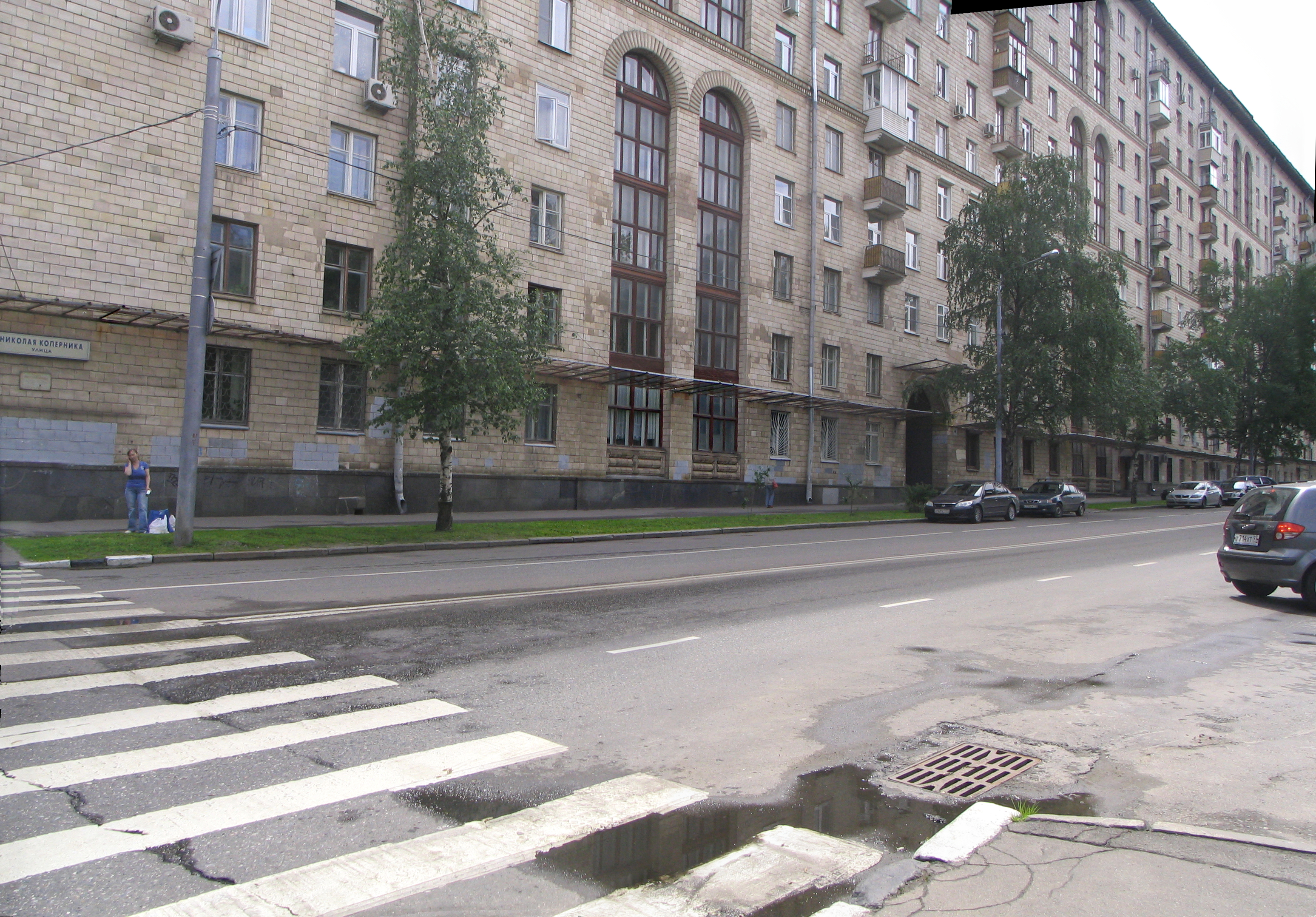
Улица Николая Коперника и д. 9 по Университетскому проспекту

Улица Никола́я Копе́рника — улица в Юго-Западном административном округе города Москвы, соединяющая Университетский и Ломоносовский проспекты. Протяжённость улицы 940 м.

## История

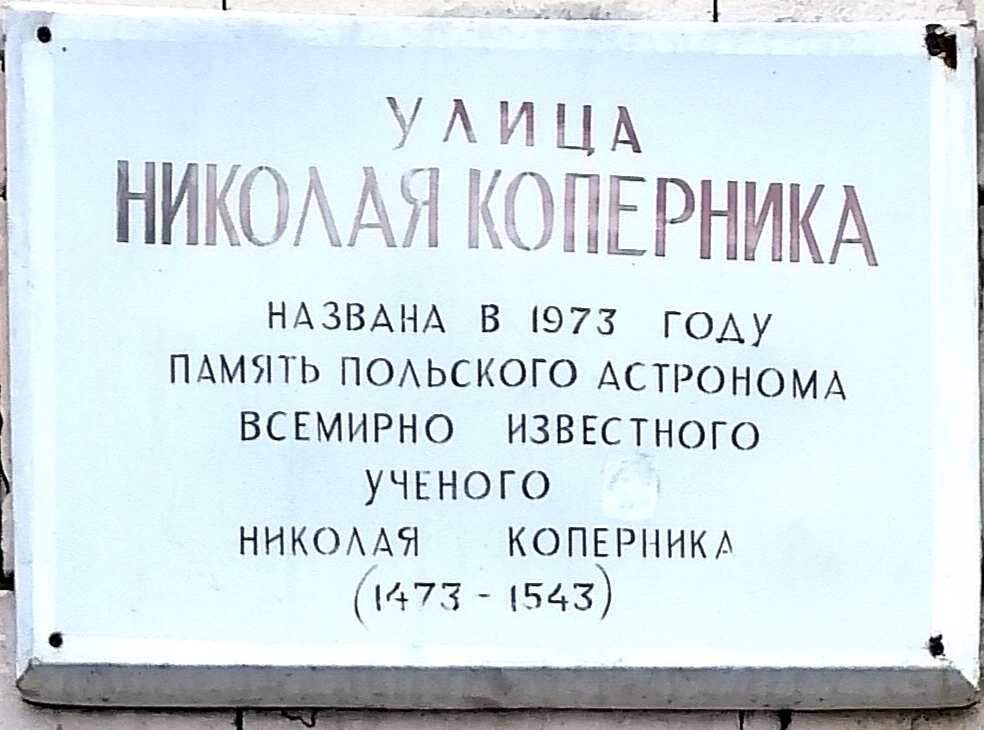

Своё название получила в 1973 году в честь 500-летия польского учёного Николая Коперника (1473—1543). На стене дома № 9, расположенного на пересечении улицы Николая Коперника и Университетского проспекта, прикреплена мемориальная доска в честь выдающегося астронома. Застроена четырьмя жилыми домами постройки 50-х и 60-х годов XX века, зданиями Большого московского государственного цирка и Детского музыкального театра им. Натальи Сац, а также несколькими служебными строениями. Раньше по выходным дням на улице часто проводились ярмарки и движение автотранспорта ограничивалось. Ближайшая к улице станция метро — «Университет».

## Достопримечательности
Официально к улице Николая Коперника не прикреплено никаких строений, однако фактически именно на ней расположены здания Большого московского государственного цирка и Детского музыкального театра им. Натальи Сац. Из других достопримечательностей улицы выделяются памятник Джавахарлалу Неру, памятник Наталье Сац, большой хвойно-лиственный парк, несколько фонтанов и водоёмов.